# Tituly a vyznamenání Koči Popoviće

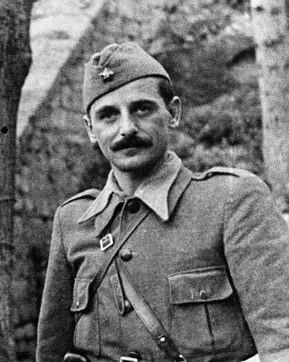
Koča Popović

Koča Popović, jugoslávský komunistický politik, obdržel během svého života řadu jugoslávských i zahraničních řádů a medailí.

## Vyznamenání

### Jugoslávská vyznamenání
- Řád svobody – 1951[3][4]
- Řád národního hrdiny – 27. listopadu 1953
- Hrdina socialistické práce
- Řád národního osvobození
- Řád vojenské zástavy
- Řád jugoslávské praporu
- Řád partyzánské hvězdy se zlatým věncem – udělen dvakrát
- Řád republiky se zlatým věncem
- Řád bratrství a jednoty se zlatým věncem
- Řád za zásluhy pro lid se zlatým věncem
- Řád za statečnost
- Pamětní partyzánská medaile 1941
- rytíř Řádu jugoslávské koruny[5]

### Zahraniční vyznamenání
- Afghánistán
  -  Řád nejvyššího slunce I. třídy
- Albánie
  - Řád partyzánské hvězdy
- Argentina
  -  velkokříž Květnového řádu
- Bolívie
  -  velkokříž Řádu andského kondora
- Brazílie
  -  velkokříž Řádu Jižního kříže
- Bulharsko
  - Řád národní svobody 1941–1944
- Československo
  -  Řád Bílého lva II. třídy, vojenská skupina – 4. května 1946[6]
  -  Československý válečný kříž 1939
- Egypt
  -  velkostuha Řádu republiky
- Etiopie
  -  velkokříž Řádu Menelika II.
- Finsko
  -  velkokříž Řádu bílé růže
- Francie
  -  komandér Řádu čestné legie
  -  velkokříž Řádu čestné legie
- Chile
  -  velkokříž Řádu za zásluhy
- Island
  -  velkokříž Řádu islandského sokola – 7. března 1960[7]
- Itálie
  -  velkokříž Řádu zásluh o Italskou republiku – 8. listopadu 1965[8]
- Kambodža
  -  Královský řád Kambodže
- Maďarsko
  -  Řád praporu Maďarské lidové republiky
- Mexiko
  -  velkokříž Řádu aztéckého orla
- Nizozemsko
  -  velkokříž Řádu Oranžsko-Nasavského
- Norsko
  -  velkokříž Řádu svatého Olafa
- Polsko
  -  Řád grunwaldského kříže II. třídy
- Řecko
  -  velkokříž Řádu Jiřího I.
- Sovětský svaz
  -  Řád Suvorova II. třídy – 5. září 1944[9]
  -  Řád Suvorova I. třídy – 15. října 1945
  -  Jubilejní medaile 20. výročí vítězství ve Velké vlastenecké válce 1941–1945
- Spojené království
  -  Korunovační medaile Alžběty II.
- Súdán
  -  Řád dvou Nilů
- Španělsko
  -  Řád za občanské zásluhy
- Tunisko
  -  Řád republiky